# Conquer (álbum)
Conquer é o sexto álbum de estúdio da banda Soulfly, lançado a 29 de Julho de 2008.
O álbum vendeu 8400 cópias nos Estados Unidos só na primeira semana.
| Críticas profissionais                                                      | Críticas profissionais |
| Avaliações da crítica                                                       | Avaliações da crítica  |
| Fonte                                                                       | Avaliação              |
| --------------------------------------------------------------------------- | ---------------------- |
| allmusic                                                                    | [ 2 ]                  |
| About.com                                                                   | [ 3 ]                  |
| Alternative Press (#241, p.166)                                             | 4.5 de 5 estrelas.     |
| Blabbermouth                                                                | [ 4 ]                  |
| ChartAttack                                                                 | [ 5 ]                  |
| Metal Hammer                                                                | [ 6 ]                  |
| Kerrang!                                                                    | [ 7 ]                  |
| PopMatters                                                                  | (5/10)                 |
| Sun Media                                                                   | [ 9 ]                  |
| Esta tabela precisa de ser acompanhada por texto em prosa. Consulte o guia. |                        |

## Faixas
Todas as faixas por Marc Rizzo e Max Cavalera.
1. "Blood Fire War Hate" – 4:59
2. "Unleash" – 5:10
3. "Paranoia" – 5:31
4. "Warmageddon" – 5:22
5. "Enemy Ghost" – 3:02
6. "Rough" – 3:27
7. "Fall of the Sycophants" – 5:09
8. "Doom" – 4:58
9. "For Those About to Rot" – 6:47
10. "Touching the Void" – 7:25
11. "Soulfly VI" – 5:20

Edição especial 
1. "Mypath" - 4:43
2. "Sailin' On" (Cover de Bad Brains) – 4:41
3. "The Beautiful People" (Cover de Marilyn Manson) – 4:23

## Paradas
| Paradas (2008) | Posição |
| -------------- | ------- |
| Billboard 200  | 66      |

## Créditos
- Max Cavalera – Vocal, guitarra
- Joe Nunez – Bateria, percussão
- Marc Rizzo – Guitarra
- Bobby Burns – Baixo